# Orlando Pereira Pires
Orlando Pereira Pires, conhecido simplesmente como Orlando (nascido em 21 de abril de 1895 em Campinas), foi um futebolista brasileiro que atua como zagueiro.
Orlando iniciou sua carreira no futebol em 1912 no clube Mackenzie São Paulo, onde jogou até 1914. Em 1915, transferiu-se para o rival paulistano, onde jogou até o final da carreira, encerrada em 1922. Os maiores sucessos na carreira do clube de Orlando foram a conquista do Campeonato Paulista cinco vezes em 1916, 1917, 1918, 1919, 1921, pelo Paulistano. Ele também fez parte da seleção brasileira para o primeiro Campeonato Sul-Americano de Futebol, atual Copa América, em 1916.[carece de fontes?] Ele foi o zagueiro da seleção.
Em 8 de julho de 1916, ele entrou na primeira partida da seleção brasileira de futebol. A seleção brasileira ficou em terceira lugar do Campeonato Sul-Americano de Futebol de 1916.[carece de fontes?] Ele era irmão do outro jogador do Paulistano, Sérgio Pereira Pires.

## Morte
Não se tem informações sobre a morte do ex-atleta.

## Títulos
Paulistano
- Campeonato Paulista: 1916 (APEA), 1917, 1918, 1919, 1921